# آتشفشان گوازاپا
آتشفشان گوازاپا (به اسپانیایی: Cerro Guazapa) یک کوه در السالوادور است که در السالوادور واقع شده‌است. آتشفشان گوازاپا ۱٬۴۳۸ متر بالاتر از سطح دریا واقع شده‌است.